# 141-я истребительная авиационная дивизия ПВО
141-я истреби́тельная авиацио́нная диви́зия ПВО (141-я иад ПВО) — авиационное соединение ПВО Вооружённых Сил РККА, принимавшее участие в боевых действиях Великой Отечественной войны.

## История наименований
- 141-я истребительная авиационная дивизия ПВО
- 141-я истребительная авиационная дивизия
- Полевая почта 21961

## История и боевой путь дивизии
141-я истребительная авиационная дивизия ПВО сформирована 6 октября 1941 года Приказом НКО СССР в составе Куйбышевского дивизионного района ПВО Приволжского военного округа.
Дивизия выполняла задачи прикрытия от воздушного противника эвакуированных из Москвы правительственных учреждений, а также промышленных центров в городах Куйбышев, Пенза, Ульяновск, Чапаевск, железнодорожных мостов через реки Волга и Самарка в границах Куйбышевского дивизионного района ПВО Приволжского военного округа.
С сентября 1944 года дивизии поставлена боевая задача прикрывать от нападения авиации противника во взаимодействии с средствами ПВО 9-го корпуса ПВО коммуникации 2-го Украинского фронта в районе Губник, Могилев-Подольский, Ямполь, Сороки. Управление дивизии базируется на аэродроме Могилёв-Подольский, 234-й иап базируется на аэродроме Кирнасовка (8 км восточнее города Тульчин), 596-й иап - на аэродроме Котовск.
С марта 1945 года дивизия прикрывает пункты ПВО и коммуникации 2-го Украинского фронта, переправы через Дунай, военно-промышленные объекты Будапешта, Кошице, объекты в границах 9-го корпуса ПВО от линии Тарчин-Дар на восток.
В составе действующей армии дивизия находилась с 21 июня 1942 года по 18 декабря 1942 года и с 4 апреля 1944 года по 9 мая 1945 года.
После войны дивизия продолжала выполнять задачи ПВО. В феврале 1946 года в связи с переходом на штаты мирного времени 141-я истребительная авиационная дивизия ПВО была расформирована в составе 9-го корпуса ПВО Юго-Западного округа ПВО.

## Командиры дивизии
| Звание                | Имя                          | Период                  | Примечание                           |
| --------------------- | ---------------------------- | ----------------------- | ------------------------------------ |
| Подполковник          | Красноюрченко Иван Иванович  | 25.11.1941 — 29.03.1942 |                                      |
| Генерал-майор авиации | Евсевьев Иван Иванович       | 30.03.1942 — 01.06.1942 |                                      |
| Полковник             | Шведов Николай Иванович      | 01.06.1942 — 15.11.1942 |                                      |
| Полковник             | Скворчевский Иосиф Андреевич | 16.11.1942 — 29.12.1942 | ВРИД командира                       |
| Полковник             | Московец Пимен Корнеевич     | 30.12.1942 — 15.05.1944 | погиб в авиакатастрофе 23.07.1944 г. |
| Полковник             | Шалимов, Виктор Михайлович   | 16.05.1944 — 01.02.1946 |                                      |

## В составе объединений
| Дата            | Фронт (округ)             | Район (корпус ПВО, дивизия ПВО)    | Примечание |
| --------------- | ------------------------- | ---------------------------------- | ---------- |
| 06.11.1941 года | ВВС ПВО страны            |                                    |            |
| 29.12.1941 года | Приволжский военный округ | Куйбышевский дивизионный район ПВО |            |
| 29.06.1943 года | Восточный фронт ПВО       | Куйбышевский дивизионный район ПВО |            |
| 21.04.1944 года | Южный фронт ПВО           | 8-й корпус ПВО                     |            |
| 24.12.1944 года | Юго-Западный фронт ПВО    |                                    |            |
| 01.01.1945 года | Юго-Западный фронт ПВО    | 9-й корпус ПВО                     |            |
| 01.02.1945 года | Юго-Западный фронт ПВО    | 9-й корпус ПВО                     |            |
| 01.03.1945 года | Юго-Западный фронт ПВО    | 9-й корпус ПВО                     |            |
| 09.05.1945 года | Юго-Западный фронт ПВО    | 9-й корпус ПВО                     |            |
| 25.10.1945 года | Юго-Западный округ ПВО    | 9-й корпус ПВО                     |            |

## Части и отдельные подразделения дивизии
За весь период своего существования боевой состав дивизии претерпевал изменения, в различное время в её состав входили полки:
| Период                  | Наименование                              | Примечание                              |
| ----------------------- | ----------------------------------------- | --------------------------------------- |
| 23.10.1941 — 01.01.1942 | 516-й истребительный авиационный полк ПВО | передан в резерв СВГК (аэр. Монино)     |
| 13.11.1941 — 16.01.1942 | 518-й истребительный авиационный полк ПВО | передан в резерв СВГК (аэр. Чкаловский) |
| 01.12.1941 — 28.10.1943 | 631-й истребительный авиационный полк ПВО | передан в состав 144-й иад ПВО          |
| 01.04.1942 — 10.06.1943 | 802-й истребительный авиационный полк ПВО | передан в состав 310-й иад ПВО          |
| 12.05.1943 — 05.06.1944 | 908-й истребительный авиационный полк ПВО | передан в состав 10-го иак ПВО          |
| 20.07.1943 — 17.02.1944 | 268-й истребительный авиационный полк ПВО | передан в состав 2-й гв. иад ПВО        |
| 15.09.1943 — 01.04.1944 | 862-й истребительный авиационный полк ПВО | передан в состав 142-й иад ПВО          |
| 24.05.1944 — 28.07.1944 | 631-й истребительный авиационный полк ПВО | передан в состав 10-го иак ПВО          |
| 26.07.1944 — 16.02.1946 | 234-й истребительный авиационный полк ПВО | расформирован в 141-й иад ПВО           |
| 07.09.1944 — 01.07.1945 | 586-й истребительный авиационный полк ПВО | передан в состав 126-й иад ПВО          |
| 18.02.1945 — 01.02.1946 | 933-й истребительный авиационный полк ПВО | передан в состав 127-й иад ПВО          |
| 18.08.1945 — 13.02.1946 | 908-й истребительный авиационный полк ПВО | расформирован в 141-й иад ПВО           |

## Боевой состав на 9 мая 1945 года
| Наименование                              | Примечание                                                               |
| ----------------------------------------- | ------------------------------------------------------------------------ |
| 234-й истребительный авиационный полк ПВО | Як-9М, аэродром Хайдусобосло.                                            |
| 586-й истребительный авиационный полк ПВО | Як-9М, аэродром Цинкота (Будапешт).                                      |
| 933-й истребительный авиационный полк ПВО | Supermarine Spitfire Mk.IX, Hawker Hurricane, аэродром Вечеш (Будапешт). |

## Участие в операциях и битвах

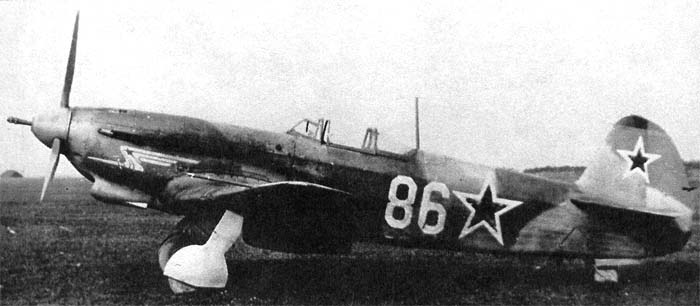
Як-9

- Противовоздушная оборона объектов Приволжского военного округа
- Противовоздушная оборона Одесского военного округа
- Противовоздушная оборона Харьковского военного округа
- Противовоздушная оборона 1-го Украинского фронта
- Противовоздушная оборона 2-го Украинского фронта
- Противовоздушная оборона 3-го Украинского фронта
- Противовоздушная оборона 4-го Украинского фронта

## Отличившиеся воины дивизии
- Елькин Валентин Иванович, младший лейтенант, командир звена 908-го истребительного авиационного полка 141-й истребительной авиационной дивизии Южного Фронта ПВО Указом Президиума Верховного Совета СССР от 22 августа 1944 года за образцовое выполнение боевых заданий командования на фронте борьбы с немецкими захватчиками и проявленные при этом отвагу и геройство посмертно присвоено звание Героя Советского Союза.

## Базирование
| Период            | Место базирования                                             |
| ----------------- | ------------------------------------------------------------- |
| 03.1945 — 02.1946 | Уйпешт, звено управления аэродром Цинкота (Будапешт, Венгрия) |